# Owen Garriott

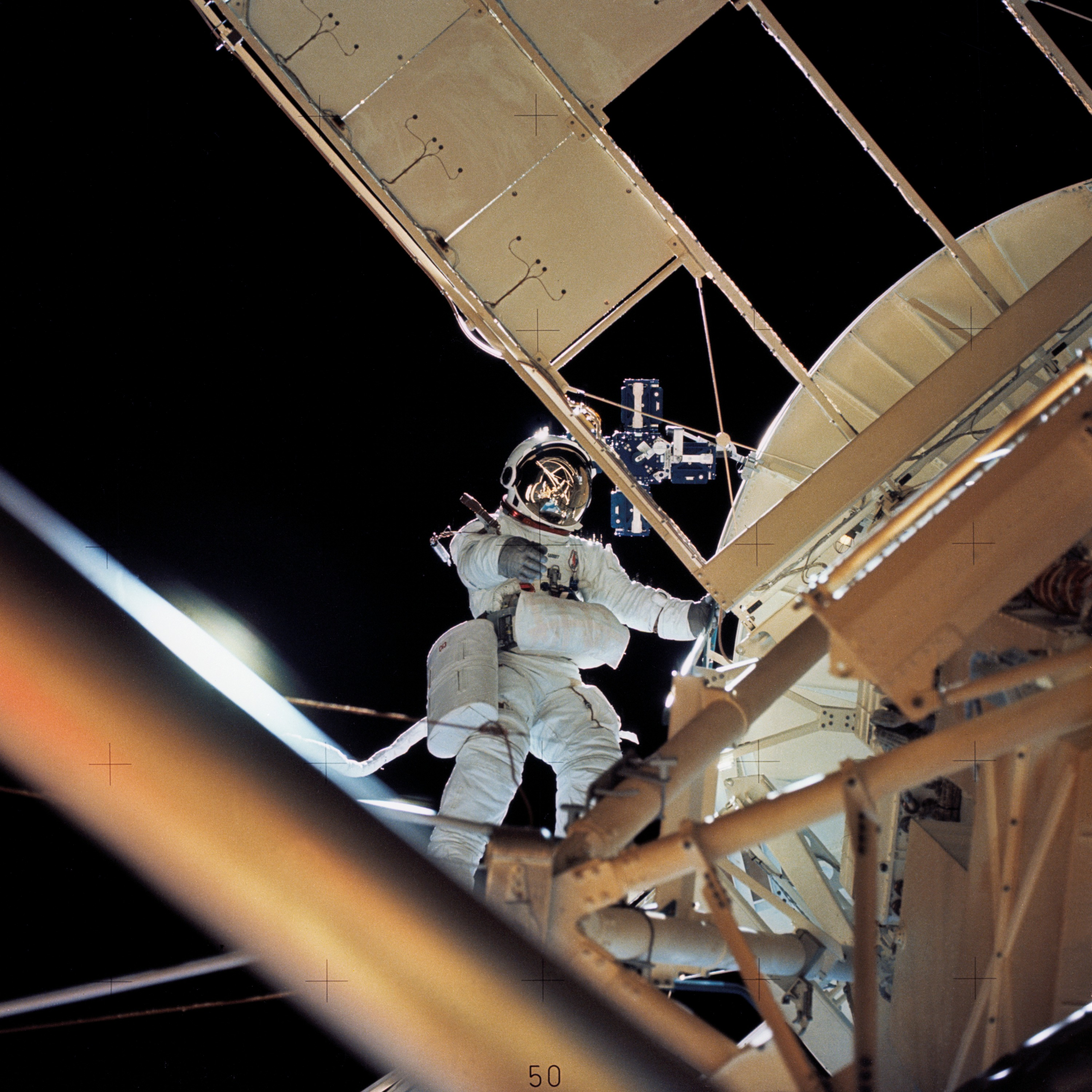
Owen Garriott na zewnątrz stacji Skylab

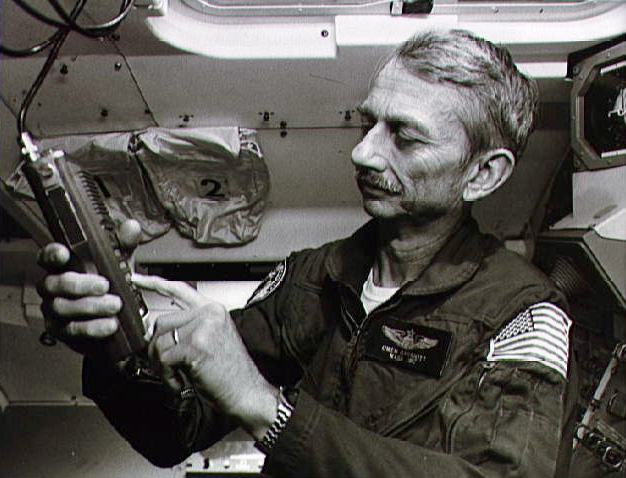
Owen Garriott podczas przygotowań do lotu STS-9

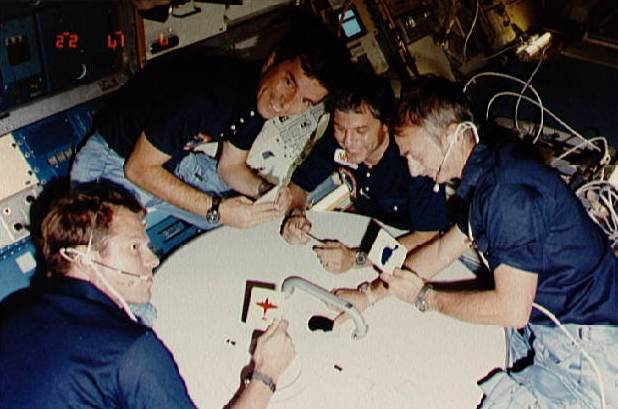
Astronauci z załogi STS-9 we wnętrzu laboratorium Spacelab 1: (od lewej) Byron Lichtenberg, Ulf Merbold, Robert Parker i Owen Garriott

Owen Kay Garriott (ur. 22 listopada 1930 w Enid w stanie Oklahoma, zm. 15 kwietnia 2019 w Huntsville w stanie Alabama) – amerykański naukowiec i astronauta.

## Wykształcenie i służba wojskowa
- 1948 – ukończył szkołę średnią (Enid High School) w Enid w stanie Oklahoma.
- 1953 – uzyskał licencjat w dziedzinie elektroniki na stanowym Uniwersytecie Oklahomy.
- 1953–1956 – służył w Marynarce Wojennej Stanów Zjednoczonych jako oficer ds. wyposażenia elektronicznego na pokładach niszczycieli USS „Cowell” i USS „Alien M. Sumner”. Odszedł z US Navy w stopniu podporucznika.
- 1957 – uzyskał magisterium w dziedzinie elektroniki na kalifornijskim Uniwersytecie Stanforda.
- 1960 – po obronie pracy otrzymał tamże tytuł naukowy doktora.
- 1961–1965 – pracował na stanowisku profesora na Wydziale Elektroniki Uniwersytetu Stanforda. Zajmował się zagadnieniami związanymi z fizyką jonosfery, wykładał elektronikę, teorię elektromagnetyzmu i fizykę.

Jako pilot wylatał ponad 3200 godzin, z czego 2900 na samolotach z napędem odrzutowym. Posiada licencję pilota lotnictwa cywilnego.

## Kariera astronauty i praca wNASA
- 29 czerwca 1965 – zakwalifikował się do czwartej grupy astronautów (NASA 4(inne języki)). Był jednym z sześciu naukowców przyjętych wówczas do korpusu astronautów. W bazie lotniczej Williams rozpoczął szkolenie lotnicze na samolocie T-38. Po jego ukończeniu w 1966 mógł samodzielnie latać samolotami z napędem odrzutowym.
- Lipiec 1969 – utrzymywał łączność radiową (CapCom) z astronautami statku Apollo 11 w ośrodku kierowania lotem w Houston.
- Styczeń 1972 – został członkiem podstawowej załogi drugiej wyprawy na stację kosmiczną Skylab.
- 26 lipca – 25 września 1973 – uczestniczył w locie Skylab 3.
- 1974–1978 – był zastępcą dyrektora Centrum Lotów Kosmicznych im. Johnsona oraz szefem jednego z wydziałów.
- Sierpień 1978 – otrzymał nominację do załogi przewidzianej do misji STS-9.
- 28 listopada – 8 grudnia 1983 – uczestniczył w locie wahadłowca Columbia w wyprawie oznaczonej jako STS-9.
  - Później przygotowywał się do lotu STS-61-K na wahadłowcu Atlantis. Podczas tej misji miały być kontynuowane eksperymenty rozpoczęte w czasie wyprawy STS-9. Program nosił nazwę Earth Observation Missions (EOM). Lot został odwołany po katastrofie promu Challenger w styczniu 1986.
- 1984–1986 – był pracownikiem naukowym NASA w Biurze ds. realizacji projektu orbitalnej stacji kosmicznej.
- Czerwiec 1986 – odszedł z korpusu astronautów NASA.

## Loty załogowe

### Skylab 3
28 lipca 1973 wystartował w kierunku stacji kosmicznej Skylab w misji oznaczonej jako Skylab SL-3. Pełnił funkcję pilota-naukowca. Na pokładzie statku Apollo towarzyszyli mu dowódca – Charles Conrad i pilot – Jack Lousma. Po dokonaniu inspekcji stacji z zewnątrz astronauci przycumowali kapsułę Apollo do Skylaba. Druga załoga stacji kontynuowała dalsze naprawy stacji. 6 sierpnia 1973 Garriott i Lousma przez 6,5 godziny pracowali na zewnątrz stacji, instalując nowy ekran ochronny, dzięki temu udało się uzyskać w jej wnętrzu komfortową temperaturę 21 °C. Ponad 300 godzin poświęcono obserwacjom Słońca. Wykonano blisko 40 obserwacji zasobów naturalnych Ziemi. Prowadzono także badania naukowe z zakresu biologii (m.in. dotyczyły one wpływu nieważkości na organizm ludzki). Garriott jeszcze dwukrotnie pracował na zewnątrz Skylaba: 24 sierpnia przez 4,5 godziny i 22 września przez blisko 3 godziny. 25 września, po ponad 59 dniach lotu, trójka astronautów powróciła na Ziemię szczęśliwie wodując na Oceanie Spokojnym.

### STS-9
28 listopada 1983 wahadłowiec Columbia wystartował z misją oznaczonej jako STS-9. Był to szósty lot tego promu. Tym razem na jego pokładzie znajdowało się aż sześć osób. Dowódcą wyprawy był John Young, pilotem – Brewster Shaw, specjalistami misji – Owen Garriott (MS-1) i Robert Parker (MS-2), a specjalistami ładunku – astronauta z Niemiec Ulf Merbold (PS-1) i Byron Lichtenberg (PS-2). W ładowni promu znajdowało się zbudowane w Europie laboratorium Spacelab 1. Misja była zaplanowana na 9 dni. Żeby jak najlepiej wykorzystać czas pobytu astronautów na orbicie, załoga Columbii została podzielona na dwie grupy, pełniące 12-godzinne zmiany. W skład zespołu „czerwonego” wchodzili: Young, Parker i Merbold, natomiast w „niebieskim” znaleźli się: Shaw, Garriott i Lichtenberg. Podczas lotu astronauci przeprowadzili ponad 70 eksperymentów naukowych m.in. z takich dziedzin jak inżynieria materiałowa, fizyka kosmiczna, biologia i astronomia.
Podczas wyprawy wszystkie urządzenia Columbii sprawowały się poprawnie. Dlatego też kontrolerzy lotu zezwolili na przedłużenie misji o jeden dzień. W tym czasie astronauci kończyli rozpoczęte wcześniej eksperymenty. 8 grudnia przesunięto lądowanie o kolejne osiem godzin z powodu awarii dwóch komputerów pokładowych. Lądując na pasie nr 17 w kalifornijskiej bazie Edwards, wahadłowiec Columbia był pojazdem o największej masie (99 985 kg), jaki kiedykolwiek powrócił z orbity.

## Po opuszczeniu NASA
- Po odejściu z NASA doradzał różnym firmom działającym w przemyśle lotniczym i kosmicznym, działał w kilku komitetach badawczych NASA i Narodowej Rady Badawczej Stanów Zjednoczonych (United States National Research Council).
- 1988–1993 – pełnił funkcję wiceprezesa ds. programów kosmicznych firmy Teledyne Brown Engineering, której oddział liczący ponad 1000 osób zajmował się wspólnie z Marshall Space Flight Center wszystkimi laboratoriami programu Spacelab oraz odegrał istotną rolę w tworzeniu modułu laboratoryjnego dla Międzynarodowej Stacji Kosmicznej (ISS).
- 1995 – został adiunktem w Laboratorium Biologii Strukturalnej (Laboratory for Structural Biology) na stanowym Uniwersytecie Alabamy (University of Alabama) w Huntsville. Uczestniczył w badaniach nad drobnoustrojami, które znajdowały się w różnych środowiskach ekstremalnych takich jak jeziora alkaliczne czy otwory hydrotermalne.
- Kilka razy uczestniczył w wyprawach rosyjskiego batyskafu MIR, który na głębokości około 2300 m badał otwory hydrotermalne w rejonie archipelagu Azorów na Atlantyku. Ponadto uczestniczył w trzech wyprawach naukowych na Antarktydę, w czasie których znalazł 20 meteorytów.
- Wchodził w skład rady dyrektorów firmy Space Adventures.
- Był autorem lub współautorem 45 publikacji naukowych oraz książki Introduction to Ionospheric Physics (Wprowadzenie do fizyki jonosfery).

## Odznaczenia i nagrody
- NASA Distinguished Service Medal (1973)
- Robert J. Collier Trophy (1974)
- Dyplom FAI im. Władimira M. Komarowa (1974)
- Dr Robert H. Goddard Memorial Trophy (1975)
- NASA Space Flight Medal (1983)
- Wprowadzenie do Panteonu Sławy Astronautów Stanów Zjednoczonych (United States Astronaut Hall of Fame) (1997)
- Universal Astronaut Insignia za lot orbitalny (nr 62, pośmiertnie) – Stowarzyszenie Uczestników Lotów Kosmicznych (Association of Space Explorers(inne języki))[2]

## Wykaz lotów
| Loty kosmiczne, w których uczestniczył Owen K. Garriott                 | Loty kosmiczne, w których uczestniczył Owen K. Garriott | Loty kosmiczne, w których uczestniczył Owen K. Garriott | Loty kosmiczne, w których uczestniczył Owen K. Garriott | Loty kosmiczne, w których uczestniczył Owen K. Garriott | Loty kosmiczne, w których uczestniczył Owen K. Garriott |
| Nr                                                                      | Data startu                                             | Data lądowania                                          | Statek kosmiczny                                        | Funkcja                                                 | Czas trwania                                            |
| ----------------------------------------------------------------------- | ------------------------------------------------------- | ------------------------------------------------------- | ------------------------------------------------------- | ------------------------------------------------------- | ------------------------------------------------------- |
| 1                                                                       | 28 lipca 1973                                           | 25 września 1973                                        | Skylab 3                                                | Pilot-naukowiec                                         | 59 dni 11 godzin 9 minut i 4 sekundy                    |
| 2                                                                       | 28 listopada 1983                                       | 8 grudnia 1983                                          | STS-9 Columbia                                          | Specjalista misji (MS-1)                                | 10 dni 7 godzin 47 minut i 24 sekundy                   |
| Łączny czas spędzony w kosmosie – 69 dni 18 godzin 56 minut i 28 sekund |                                                         |                                                         |                                                         |                                                         |                                                         |